# Midea (Beocia)
Midea (en griego, Μίδεια) es el nombre de una antigua ciudad griega de Beocia, que fue mencionada por Homero en el Catálogo de las naves de la Ilíada.
En una tradición de mitología griega, su nombre procede de una ninfa llamada Midea, que fue amante de Poseidón.
Estrabón señala que fue tragada por el lago Copaide.
Según Pausanias, en cambio, se trata del antiguo nombre de Lebadea.